# Gospoda Szóstego Dobrodziejstwa
Gospoda Szóstego Dobrodziejstwa – amerykański film biograficzny z 1958 roku na podstawie powieści Alana Burgessa.

## Główne role
- Ingrid Bergman – Gladys Aylward
- Curd Jürgens – Kapitan Lin Nan
- Robert Donat – Mandaryńczyk z Yang Cheng
- Michael David – Hok-A
- Athene Seyler – Jeannie Lawson
- Ronald Squire – Sir Francis Jamison
- Moultrie Kelsall – Dr Robinson
- Richard Wattis – Pan Murfin
- Peter Chong – Yang
- Tsai Chin – Sui-Lan

## Fabuła
Gladys Aylward postanawia założyć misję chrześcijańską w Chinach. Ale żeby to zrealizować, będzie musiała pokonać wiele przeszkód. Po wielu perypetiach trafia do kraju Wan Cheng, gdzie zatrzymuje się na dobre. Wkrótce okoliczni mieszkańcy nadają jej przydomek „Kochająca ludzi”.

## Nagrody i nominacje (wybrane)
31. ceremonia wręczenia Oscarów
- Najlepsza reżyseria – Mark Robson (nominacja)

16. ceremonia wręczenia Złotych Globów
- Najlepszy film promujący międzynarodowe zrozumienie
- Najlepszy aktor w filmie dramatycznym – Robert Donat (nominacja; przyznana pośmiertnie)
- Najlepsza aktorka w filmie dramatycznym – Ingrid Bergman (nominacja)

12. ceremonia wręczenia nagród Brytyjskiej Akademii Filmowej
- Najlepszy aktor zagraniczny – Curd Jürgens (nominacja)
- Najlepsza aktorka zagraniczna – Ingrid Bergman (nominacja)